# Gore End
Gore End – wieś w Anglii, w hrabstwie Hampshire, w dystrykcie Test Valley. Leży 35 km na północ od miasta Winchester i 90 km na zachód od Londynu.